# Humme (Weser)
Die Humme ist ein etwa 18,8 km langer, südwestlicher und orographisch linker Nebenfluss der Weser im niedersächsischen Landkreis Hameln-Pyrmont, die ihren Ursprung an der Grenze zum nordrhein-westfälischen Kreis Lippe hat. Ihre Quellbäche entspringen in Nordrhein-Westfalen.

## Name
Der Name leitet sich vom mittelhochdeutschen Wort hummen für 'summen' ab und bezog sich wohl auf den Schalleindruck, den der Fluss hinterlässt.

## Geographie

### Verlauf
Die Quellbäche der Humme, Hummerbach und Dewesiek, entspringen im nordrhein-westfälischen Naturpark Teutoburger Wald/Eggegebirge südwestlich der Hohen Asch (371,5 m ü. NHN) beim Extertaler Weiler Hummerbruch. Die Quelle des linksseitigen Hummerbachs, auf den sich die Hummekilometrierung bezieht, liegt auf etwa 329 m und jene des rechtsseitigen Dewesiek auf rund 335 m Höhe. Beide Quellbäche, die überwiegend in östlichen Richtungen verlaufen, vereinigen sich südlich eines Teichs etwas unterhalb der 170-m-Höhenlinie beim Flusskilometer 15,45; ihr Zusammenfluss liegt auf der Grenze von Nordrhein-Westfalen und Niedersachsen und der Naturparks Teutoburger Wald/Eggegebirge und Weserbergland Schaumburg-Hameln.
Nach 150 m Fließstrecke auf der Landes- und Naturparkgrenze fließt die Humme endgültig nach Niedersachsen und in den zuletzt genannten Naturpark ein und verläuft fortan überwiegend nordostwärts. Kurz darauf durchläuft sie den Weiler Duensen, der zum Flecken Aerzen gehört, und anschließend den Aerzener Ortsteil Reinerbeck, wonach der Uhlenbach einmündet. Hiernach passiert sie den Ortsteil Arhorn, um dann – nach Aufnahme des Kaltenborns und bei Einmünden des Grießebachs – durch den Aerzener Kernort und durch die Ortsteile Selxen, wo der Beberbach einmündet, und Groß Berkel, wo sie den Laatzer Bach aufnimmt, zu fließen.
Anschließend durchfließt die Humme den Hamelner Stadtteil Klein Berkel, um nach Aufnahme des Bachs vom Wiengrund auf etwa 69 m Höhe direkt nordöstlich davon in die zur Nordsee fließende Weser zu münden. Somit liegen zwischen Quelle und Mündung etwa 260 m Höhenunterschied. Die Humme hat hier eine mittlere Wasserführung von 1,39 m³/s.

### Naturräumliche Zuordnung
Der Humme entsteht im Rahmen ihrer zwei Quellbäche in der naturräumlichen Haupteinheitengruppe Oberes Weserbergland (Nr. 36), in der Haupteinheit Lipper Bergland (364) und in der Untereinheit Östliches Lipper Bergland (364.2) im Naturraum Alverdissener Höhen (364.23) – an der Hohen Asch. Außer durch diesen Naturraum fließt sie durch den Naturraum Ärzener Talmulde (364.26). Der Fluss mündet in der Haupteinheit Rinteln-Hamelner Weserland (366) und in der Untereinheit Wesertal (366.0) direkt nach Erreichen des Naturraums Hamelner Talweitung (366.03) in die Weser.

### Einzugsgebiet, Quellbäche und Zuflüsse

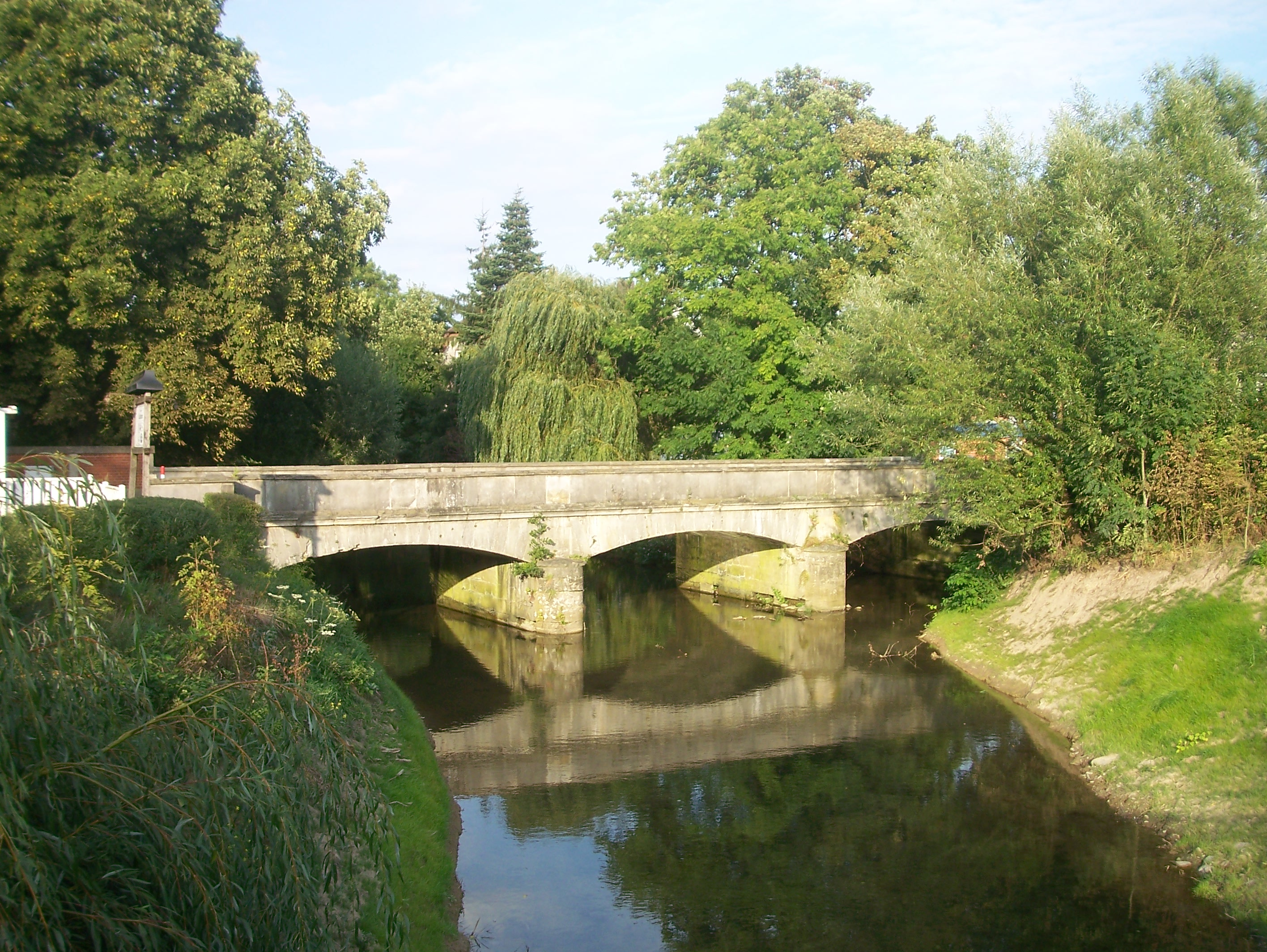
Hummebrücke in Groß Berkel

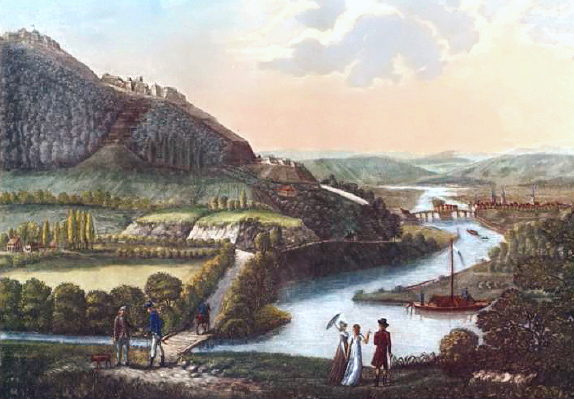
Mündung der Humme in die Weser, im Hintergrund der Klüt, 1802

Das Einzugsgebiet der Humme ist 137,624 km² groß. Zu ihren Quellbächen und Zuflüssen gehören – bachabwärts betrachtet:
| Name               | Seite      | Länge (km) | Quell-          | Mündungs-       | Mündungs- ort | EZG (km²) | GKZ      |
| Name               | Seite      | Länge (km) | höhe (m ü. NHN) | höhe (m ü. NHN) | Mündungs- ort | EZG (km²) | GKZ      |
| ------------------ | ---------- | ---------- | --------------- | --------------- | ------------- | --------- | -------- |
| Hummerbach         | links (Q)  | 03,304     | 329             | 170             | Duensen       |           | 4574-112 |
| Dewesiek           | rechts (Q) | 03,40      | 335             | 170             | Duensen       |           |          |
| Uhlenbach          | rechts     | 05,023     | 259             | 130             | Reinerbeck    | 08,382    | 4574-12  |
| Kaltenborn         | links      |            | 180             | 101             | Aerzen        |           |          |
| Grießebach         | rechts     | 10,446     | 250             | 091             | Aerzen        | 39,884    | 4574-2   |
| Beberbach          | links      | 10,387     | 315             | 084             | Selxen        | 41,694    | 4574-4   |
| Laatzer Bach       | rechts     | 06,890     | 288             | 073             | Groß Berkel   |           |          |
| Bach vom Wiengrund | links      |            | 198             | 070             | Klein Berkel  |           |          |

## Schutzgebiete
Der Humme-Quellbach Hummerbach entspringt und fließt abschnittsweise im Naturschutzgebiet (NSG) Hummerbachtal (CDDA-Nr. 329457; 1994 ausgewiesen; 67,75 ha groß) und im Landschaftsschutzgebiet (LSG) Östliches Lipper Bergland (CDDA-Nr. 555552916; 2007; 69,5663 km²); ihr Quellbach Dewesiek verläuft in den LSGs Lipper und Pyrmonter Bergland (CDDA-Nr. 555553081; 2007; 85,6555 km²) und Dewesiek (CDDA-Nr. 555553103; 2007; 42,84 ha). Beide Quellbäche fließen abschnittsweise im LSG Hummebachtal mit Dewesiek (CDDA-Nr. 555553129; 2007; 17,52 ha). Im Mittellauf durchfließt die Humme zwischen Aerzen und Selxen das Naturschutzgebiet Beberbach-Humme-Niederung (CDDA-Nr. 162350; 1997; 30 ha) und zwischen Aerzen und Klein Berkel durch das LSG Hummetal, das aus zwei Bereichen besteht: Westteil (CDDA-Nr. 321839; 1949; 1,764 km²) mit drei räumlich voneinander getrennten Teilbereichen und Ostteil (CDDA-Nr. 321840; 1949; 86 ha).

## Besonderheiten

### Hummespringen
In Klein Berkel findet alle zwei Jahre im Sommer das sogenannte Hummespringen statt, wofür der Fluss vorübergehend aufgestaut wird. Die Teilnehmer versuchen, mit Hilfe einer Holzstange trockenen Fußes über die Humme zu springen, was jedoch nur wenigen gelingt.

### Brenntrogrennen
In Groß Berkel findet alle zwei Jahre ein Brenntrogrennen statt. Die Teilnehmer paddeln von der Hummebrücke am Koppelweg flussabwärts bis zum Hummewehr. Das Turnier wird zum Altdorffest veranstaltet.

### Verunreinigung 2012
2012 verendeten mehrere Tausend Stichlinge, Mühlkoppen und Bachforellen in der Humme. Die Polizei ermittelte einen Landwirt, der mit einem installierten Rohr größere Mengen Gülle eingeleitet haben soll, als möglichen Verursacher der Verunreinigung.